# Умберто Кальканьйо
Умберто Кальканьйо (італ. Umberto Calcagno, нар. 6 вересня 1970, К'яварі) — італійський футболіст, що грав на позиції півзахисника за низку клубних італійських команд.
Згодом — футбольний функціонер. З листопада 2022 року очолює Італійську всоціацію футболістів, а з березня 2023 року паралельно обіймає посаду віце-президента Італійської федерації футболу.

## Ігрова кар'єра
Народився 6 вересня 1970 року в місті К'яварі. Вихованець футбольної школи «Сампдорії». У дорослому футболі дебютував 1989 року виступами на правах оренди за команду «Трані», в якій провів один сезон, взявши участь у 26 матчах чемпіонату. 
1990 року повернувся до «Сампдорії». Провів дві гри у складі її головної команди в сезоні 1990/91, в якому генуезці здобули свій наразі єдиний титул чемпіонів Італії.
По завершенні чемпіонського сезону молодий півзахисник залишив рідний клуб і знайшов варіант продовження кар'єри у нижчоліговому «Баракка Луго». Протягом наступних 15 років змінив десяток команд, що змагались не вище третього італійського дивізіону, зокрема встиг пограти за «Ріміні», «Беневенто», «Авелліно» та «Мартіна-Франка».
Завершив ігрову кар'єру в «Паганезе», за яку виступав протягом 2004—2005 років.

## Титули і досягнення
- Чемпіон Італії (1):

«Сампдорія»: 1990-1991